# Neal Fredericks
Pour les articles homonymes, voir Fredericks (homonymie).
Neal L. Fredericks, né le 24 juillet 1969 à Newport Beach (Californie), mort le 14 août 2004 dans les Keys en Floride, est un directeur de la photographie américain pour le cinéma.

## Biographie
Il est connu notamment pour avoir travaillé sur le film Le Projet Blair Witch (The Blair Witch Project), remarqué par la critique pour son travail à la caméra dans un style cinéma vérité caractéristique. Cette production avait récolté pas moins de 240M$ de recettes à l'échelle mondiale. Il a aussi travaillé sur Dreamers, Killer Me, and The Stonecutter.
Fredericks a vécu en Californie, à Guam, en Espagne, en Floride, et dans le Maryland. 
Il meurt lors du tournage du film Cross Bones quand l'avion privé dans lequel lui et l'auteur/réalisateur Daniel Zirilli effectuaient des prises de vue près de Dry Tortugas (Floride) s'est abîmé en mer après une défaillance moteur. Zirilli, le pilote et les deux autres membres d'équipe réussissent à en réchapper, mais Fredericks reste bloqué sous son équipement et ne peut se libérer avant la submersion de l'appareil.